# 高崎泰策
高崎泰策（たかさき たいさく、1839年（天保10年） - 1907年（明治40年）10月9日）は、江戸時代、明治時代の囲碁棋士。美濃国生まれ、井上家門下の藤田馨齊三段門下、のち方円社に所属、七段。元の名は泰之介。手筋を得意とする棋風で、当地での後進育成に功があった。

## 経歴
美濃国安八郡白鳥村の地主の家に生まれ、8歳の時に叔父から囲碁を学ぶ。10歳の時に大垣の碁客で本因坊門下の川瀬鷹之介五段に井目で2局打って打ち分け。素質を認められて大垣在の藤田馨齊三段に寄宿して修行し、16歳の時に師に先の手合となる。この間、家事の合間に古今の棋譜を調べ、1年に2,800局の対局をし、師とは250局を打ったという。1855年（安政2年）に本因坊家と井上家から初段を許され、本因坊秀和、村瀬彌吉らを招いて大垣常隆寺で披露会が開かれた。
1859年（安政6年）から1864年（元治元年）まで京都に滞在し、そこで村瀬彌吉と二三の手合で打った10局は打ち分けとなるが、この棋譜を研究することで一子半上達したと自著で述べている。1872年（明治5年）に数ヶ月東京に出て、小林鉄次郎に先番、林秀栄に先番、伊藤松和に先二で打っていずれも3連勝し、本因坊秀和には二子で1勝1敗とした。松和は泰策の昇段を諮ったが、泰策が五段を望んだので異例として立ち消えになった。
その後官吏となって碁から離れるが、1879年（明治12年）に方円社が設立されると社員となり、1883年（明治16年）に梶川昇の介で五段を認められる。大垣で行われたこの披露会席上では杉岡栄治と飯田峯助2少年の対局があり、後に杉岡は方円社塾生となって石井千治、田村保寿と並んで方円社三小僧と称される。この後は方円社の者から多く対局を望まれ、石井千治が五段昇段を望んだ際にも来西して泰策に先相先で対局した。1899年（明治32年）に大阪で高橋杵三郎五段との互先6局で4番勝ち越して、六段昇段。1902年（明治35年）頃、田村保寿が七段の時に名古屋にて泰策と対局し、先相先の手合であるところを泰策は田村の力を認めて先で打ち、会衆の尊敬を集めた。
1904年（明治37年）に十四世井上因碩が死去すると、井上家相続が泰策に打診されたが、老年をもって辞退し、田淵米蔵を推薦した。
1906年（明治39年）に神戸で田淵米蔵と10局を打ち、帰郷後に眼病を患う。翌1907年に死去。1908年に名古屋で岡部武宇により追善会が行われ、中川千治、井上田淵因碩、田村嘉平、泉喜一郎らが参加、井上家より七段が追贈された。
1905年（明治38年）に徳川慶喜と星ヶ岡茶寮での五子の指導碁の棋譜（ジゴ）が残されている。五目並べにも巧みで、三重の土井贄牙と競い、後には義兄弟となった。贄牙が泰策に贈った詩が残されている。
小道區々亦可觀 多君石勢沒遮欄 相期五七星霜後 別作光明絶特看
甲子仲冬泰山生來訪 試闘格王 誠近國所鮮 驚喜之餘贈以此詩

## 著作
- 『新撰囲碁入門』岡安慶介 1893年
- 『新法石立囲碁階梯』岡安慶介 1893年
- 『絶妙秘伝囲碁奇手録』岡安書房 1898年

## 注
1. ↑  平本弥星『囲碁の知・入門編』集英社 2001年